# Carl Anders
Pour les articles homonymes, voir Anders.
Carl Ulrich Ernst Paul Anders (né le 31 août 1893 à Günz et mort le 28 janvier 1972 à Prien am Chiemsee) est un Generalmajor allemand qui a servi au sein de la Heer dans la Wehrmacht pendant la Seconde Guerre mondiale.
Il a été récipiendaire de la croix de chevalier de la croix de fer. Cette décoration est attribuée pour récompenser un acte d'une extrême bravoure sur le champ de bataille ou un commandement militaire avec succès.

## Biographie
Après sa scolarité, Carl Anders suit une formation d'officier et s'engage dans l'armée en tant que porte-drapeau le 1er avril 1912. Le 18 juillet 1913, il est promu lieutenant avec un brevet datant du 19 juillet 1911 dans le 152e régiment d'infanterie (pl) et participe ensuite à la Première Guerre mondiale.
Carl Anders est capturé en 1945 par les troupes soviétiques et est libéré en 1955.

## Promotions
| Fähnrich                | 30 août 1912     |
| Leutnant                | 18 août 1913     |
| Oberleutnant            | 5 octobre 1916   |
| Charakter als Hauptmann | 4 août 1920      |
| Hauptmann               | 1er mai 1934     |
| Major                   | 1er janvier 1937 |
| Oberstleutnant          | 1er avril 1940   |
| Oberst                  | 1er avril 1942   |
| Generalmajor            | 30 janvier 1945  |

## Décorations
- Croix de fer (1914)
  - 2e Classe
  - 1re Classe
- Insigne des blessés (1914)
  - en Argent
- Croix d'honneur pour combattants 1914-1918
- Agrafe de la croix de fer (1939)
  - 2e Classe (25 septembre 1939)
  - 1re Classe (26 octobre 1939)
- Médaille du Front de l'Est
- Croix allemande en Or (14 février 1942)
- Croix de chevalier de la croix de fer
  - Croix de chevalier le 4 mai 1944 en tant que Oberst et commandant du Infanterie-Regiment 484[1]